# Art taïwanais

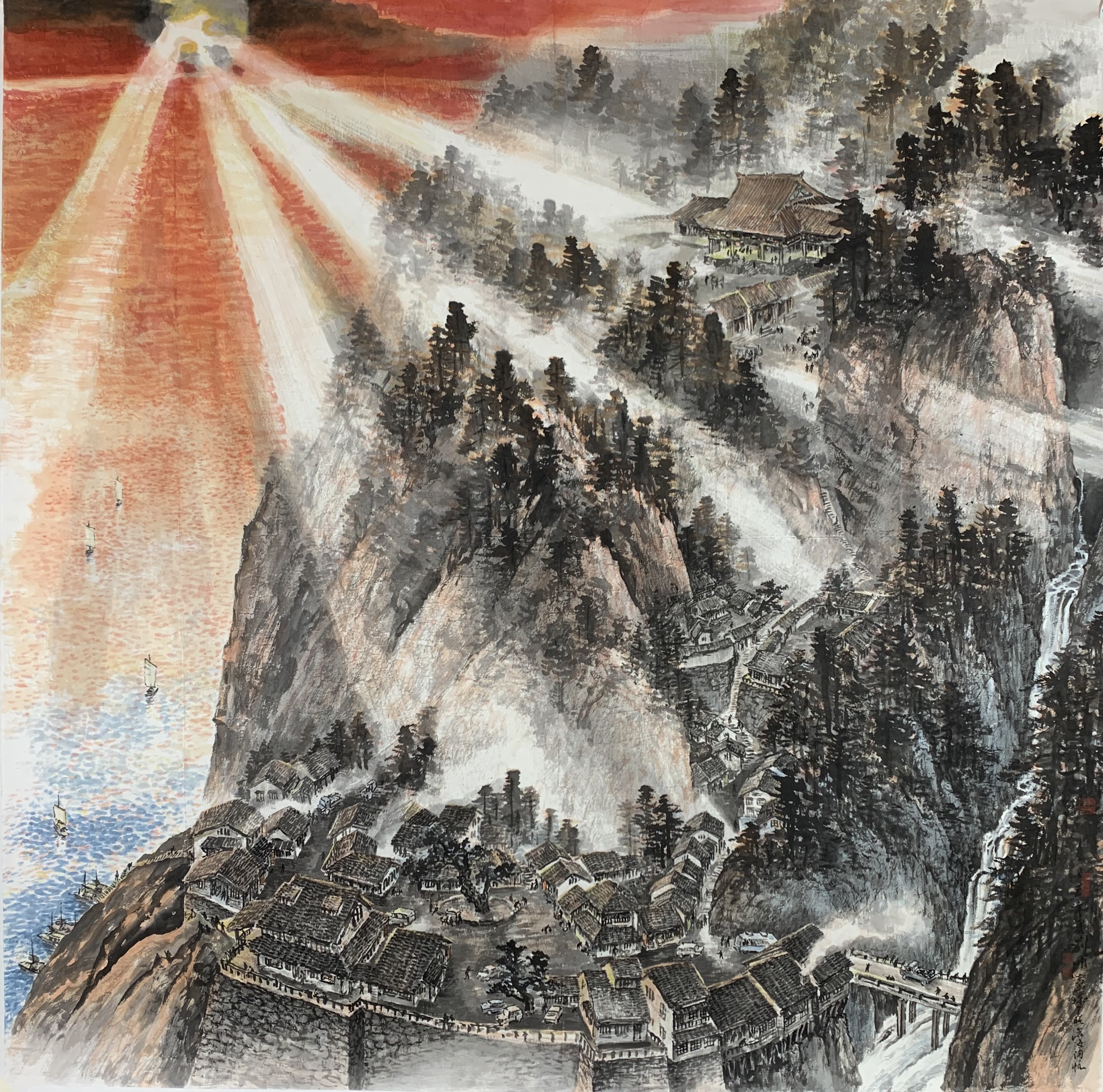
Le soleil couchant brille sur le village de montagne de Liu Yong (2019).

L'art taïwanais est une des composantes caractéristiques de la culture taïwanaise. Depuis l'Antiquité, les éléments artistiques de la société taïwanaise sont essentiellement empreints de la saveur des langues austronésiennes, avec une tension artistique profonde. La plupart d'entre eux se présentent sous la forme de sculptures, de poteries et d'art textile. Le peuple Paiwan est notamment remarquable pour sa sculpture et sa poterie, et le peuple Atayal, qui s'est progressivement installé sur l'île avec la migration du peuple Han (qui donnera les Hans taïwanais (en)), se distingue pour ses temples, sa sculpture, les caractères mobiles et l'opéra chanté notamment. Après la levée de la loi martiale en 1987, la société taïwanaise est entrée dans une phase d'ouverture et de diversité. De plus, la prise de conscience des aborigènes de Taïwan a augmenté, ajoutant beaucoup de couleurs et diversifiant le développement de l'art local.
Le patrimoine artistique de Taïwan est ainsi extrêmement diversifié, avec de multiples influences et périodes majeures.

## Histoire

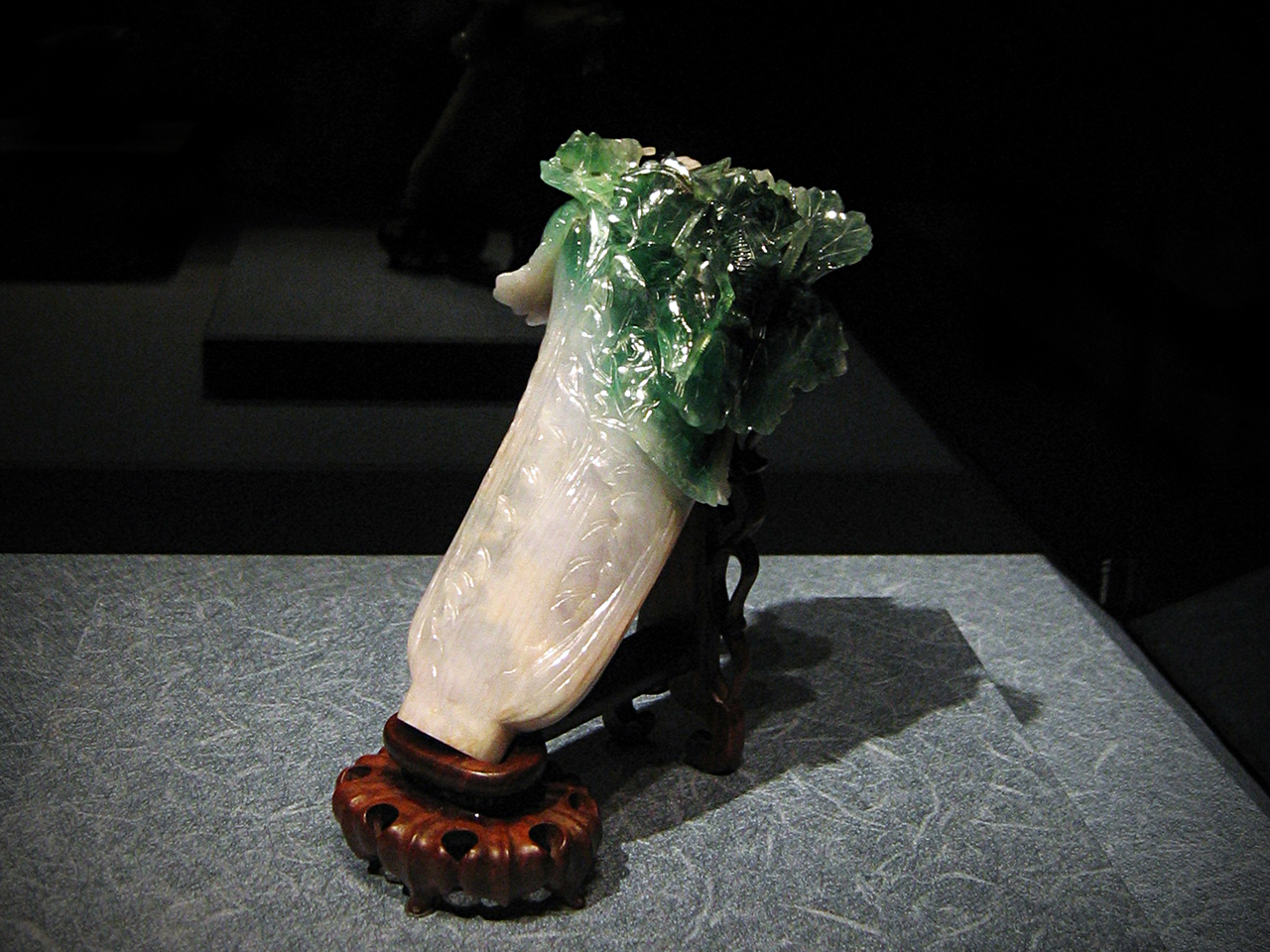
Le chou de jade, qui a été apporté à Taïwan par les exilés nationalistes chinois.

Les tailleurs de pierre de la culture Changbin ont commencé à faire de l'art à Taïwan il y a au moins 30 000 ans. Il y a environ 5 000 ans, des œuvres en jade et en faïence ont commencé à apparaître. Entre 4000 et 2 000 ans avant J.-C., les habitants de l'actuelle ville de Hualien ont produit et commercialisé des ornements et des bijoux en jade de grande valeur. La culture de Dapenkeng a développé un style unique de poterie. Pendant des siècles, une grande partie de l'art produit était religieux, les temples très décorés étant les bénéficiaires de la richesse et de l'éducation locales.
L'art a été institutionnalisé à Taïwan pendant la période coloniale japonaise, avec la création d'écoles publiques consacrées aux beaux-arts. Les Japonais ont introduit la peinture à l'huile et l'aquarelle et les artistes taïwanais ont été fortement influencés par leurs homologues japonais. Comme il est de coutume pour les dirigeants coloniaux, les Japonais n'ont pas créé d'établissements d'enseignement artistique supérieur à Taïwan, et tous les étudiants souhaitant obtenir un diplôme supérieur dans le domaine des arts devaient se rendre au Japon pour le faire.
Dans les années 1920, le Mouvement pour la nouvelle culture a influencé une génération d'artistes qui ont utilisé l'art comme un moyen de démontrer leur égalité avec, voire leur supériorité sur, leurs colonisateurs.
Lorsque les nationalistes ont fui vers Taïwan en 1949, ils ont emmené avec eux un grand nombre des artistes les plus prestigieux de Chine et une grande partie de l'ancienne collection d'art impériale des Qing. Les artistes Huang Chun-pi, Pu Ru (en) et Chang Dai-chien, qui sont tous venus à Taïwan à cette époque, sont connus sous le nom des « Trois maîtres de l'autre côté du détroit ». Les nationalistes ont également créé les premiers collèges et universités d'art à Taïwan. Parallèlement aux influences chinoises, les nationalistes ont également permis aux États-Unis d'établir une série de bases militaires sur l'île. La culture populaire américaine et des idées artistiques telles que l'expressionnisme abstrait ont été introduites à Taïwan par les Américains. Des écoles telles que la May Art Association, un groupe d'art révolutionnaire, et la Eastern Art Association, un groupe d'avant-garde, se sont épanouies à cette époque. Le groupe Ton Fan, fondé à Taipei en 1956 par huit artistes, a introduit l'abstraction à Taïwan. Le groupe Ton-Fan a réagi à la désapprobation du gouvernement envers l'art d'avant-garde en le défendant.
L'influence majeure suivante s'est produite lorsque la république de Chine (Taïwan) a quitté les Nations unies en 1971. Ce démantèlement de la communauté internationale a poussé les artistes à rechercher une identité et un sens de soi, une recherche qui se poursuit jusqu'à aujourd'hui. Les artistes de cette époque, tels que Lee Shi-chi (en) et Shiy De-jinn (en), ont adopté des motifs folkloriques taïwanais et d'autres éléments de la culture traditionnelle de Taïwan, mais la scène artistique taïwanaise souffrait toujours de la dictature militaire du Kuomintang.
La démocratisation à la fin des années 1980 et la levée de la loi martiale ont accordé aux artistes taïwanais la liberté d'expression pour la première fois dans l'histoire. La fin du régime militaire a permis aux Taïwanais d'accéder aux films, à la littérature, à la philosophie et à la culture de l'étranger qui leur avaient été refusés ou censurés. Les artistes et les militants ont commencé à s'attaquer à l'héritage de l'autoritarisme et ont adopté des éléments tels que la culture queer, qui avait été opprimée sous la dictature. Le boom économique des années 1980 et 1990 a également vu les ressources financières des musées et des mécènes taïwanais augmenter de manière significative. Au fur et à mesure que la scène artistique taïwanaise mûrissait, on a assisté à une plus grande spécialisation des espaces d'exposition, avec l'ouverture de musées consacrés à des choses comme la photographie et la céramique.

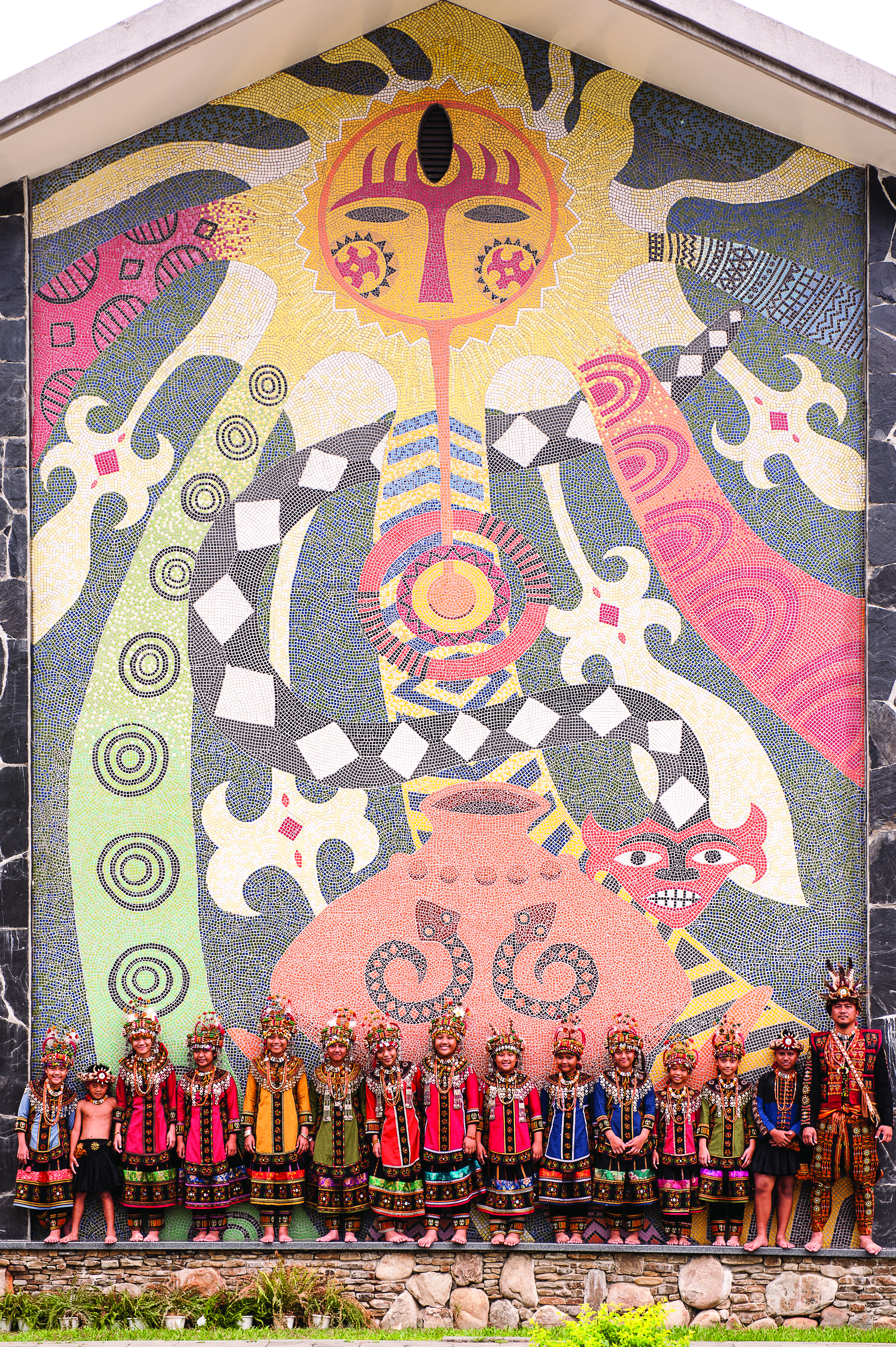
La voix céleste de Bei Da Wu, peinture murale d'une école du comté de Pingtung.

Après la fin du régime de parti unique, les artistes et les groupes aborigènes de Taïwan ont commencé à explorer et à redécouvrir leur patrimoine culturel, ce renouveau a également conduit à une plus grande adhésion sociale à la culture autochtone. Au XXIe siècle, la communauté artistique taïwanaise a adopté les nouvelles technologies et les nouveaux médias. Le gouvernement taïwanais a commencé à défendre et à mettre en valeur l'art autochtone. Sakuliu Pavavaljung, un artiste aborigène, est sélectionné pour être le premier à représenter Taïwan à la Biennale de Venise en 2021,.
De nombreux artistes taïwanais contemporains abordent les questions de mondialisation dans leurs œuvres. Les artistes LGBT du Taïwan moderne jouissent d'un degré de liberté qui leur est refusé dans d'autres pays asiatiques. Cela a fait de Taïwan un refuge et une plaque tournante pour les artistes LGBT nationaux et internationaux.

## Formes d'art

### Sculpture sur bois

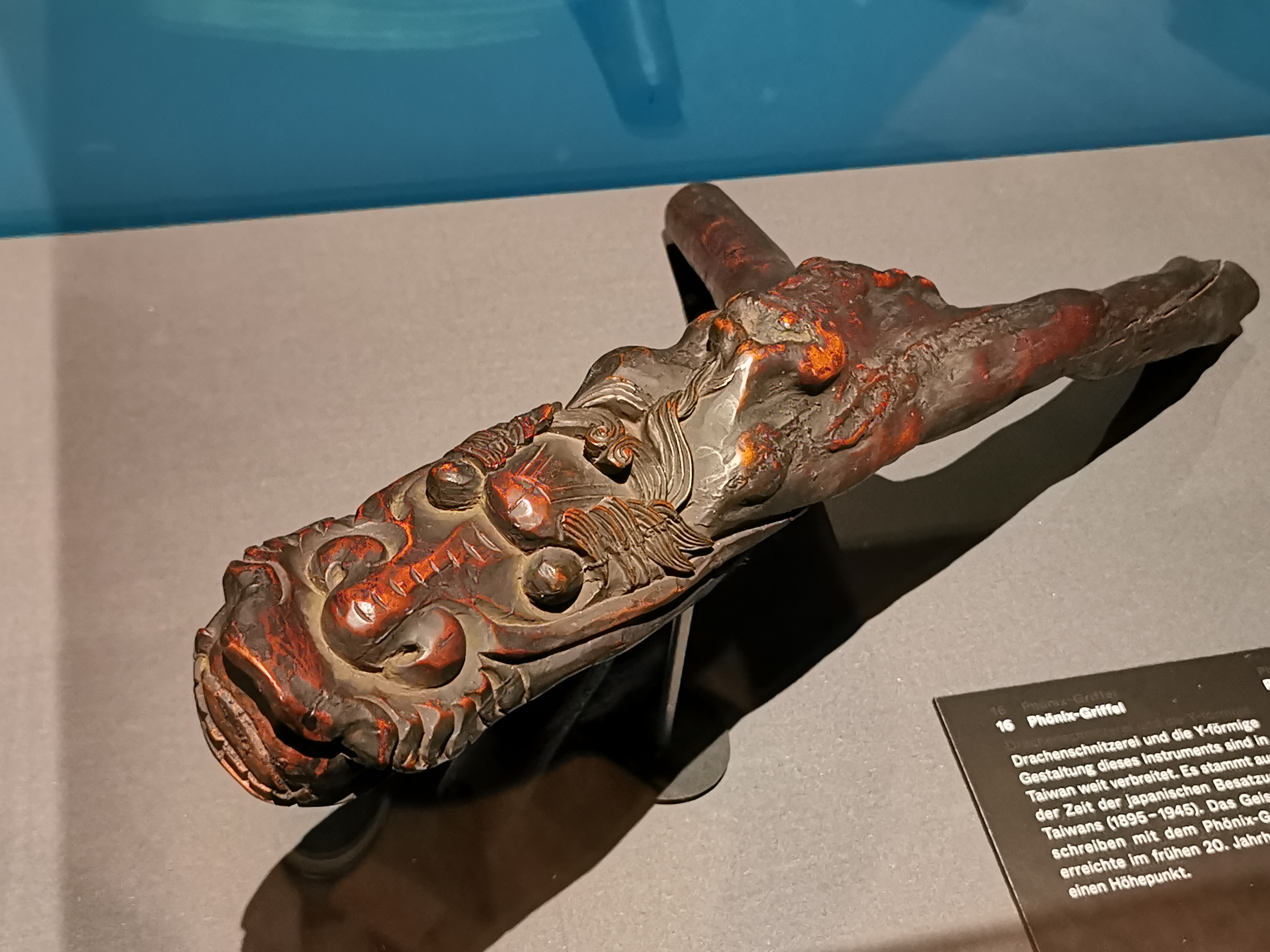
Poignée Phénix de Taïwan, 1895-1945, réalisée pendant l'occupation japonaise.

La sculpture sur bois a une longue histoire à Taïwan. Après la déforestation d'une grande partie des forêts de camphriers de Taïwan, une industrie locale a vu le jour, consistant à creuser puis à sculpter les souches d'arbres restantes.
La ville de Sanyi, à Miaoli, est le centre actuel de l'industrie taïwanaise de la sculpture sur bois. La plupart des sculpteurs sur bois de Sanyi sont concentrés dans la rue Shuimei. Le musée de la sculpture sur bois de Sanyi expose un large éventail d'art sur bois,.
Une grande partie du bois issu de la déforestation illégale à Taïwan se retrouve dans l'industrie locale de la sculpture sur bois. Des pièces bon marché imitant les maîtres taïwanais sont importées de Chine et d'Asie du Sud-Est, ce qui nuit à l'industrie locale. L'art du bois fabriqué à Taïwan peut obtenir une certification de l'Association taïwanaise de sculpture sur bois.

### Art religieux

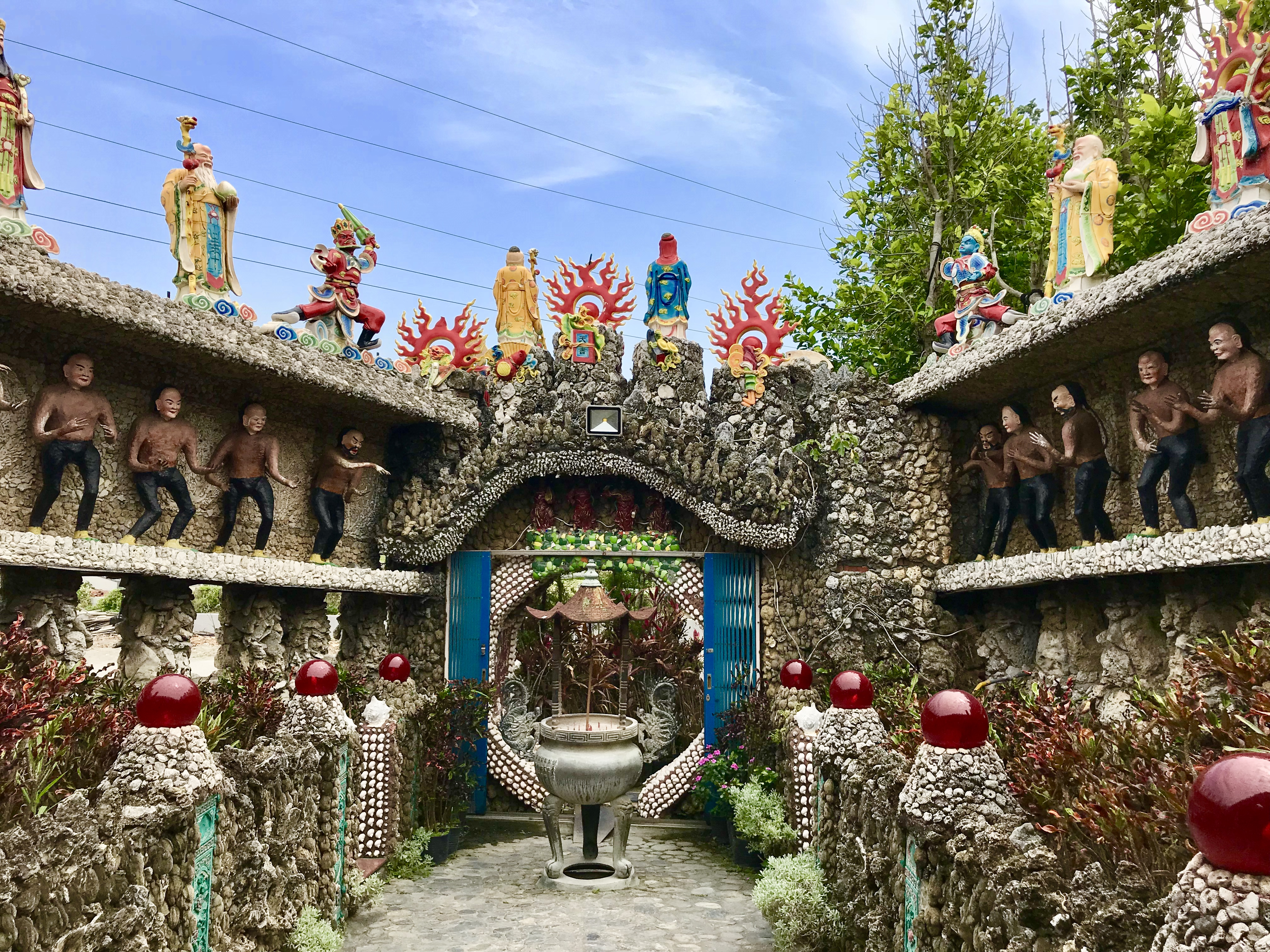
Temple de coquillages au temple Sanqingyuan, dans le village de Funan (comté de Changhua).

Les temples traditionnels de Taïwan abritent des œuvres d'art uniques qui représentent le summum de l'art pour l'époque. Une grande partie de la richesse de la société taïwanaise traditionnelle était consacrée à l'achat et à la décoration des temples et des tombes. Les portes des temples bouddhistes et taoïstes, en particulier, sont souvent sculptées et peintes de manière exquise, et nombre d'entre elles représentent Guan Yu. Ces temples traditionnels ont souvent été endommagés par des années de fumée provenant de la combustion d'encens et de billets funéraires, ce qui nécessite des travaux de restauration coûteux.
De nombreuses tombes traditionnelles de Taïwan sont sculptées dans la pierre. Des générations d'artisans des villages d'artisans de la pierre du comté de Hui'an, dans le Fujian (au Sud-Est de la Chine continentale), se sont rendus à Taïwan pour construire des tombes et des temples. Chiang Hsin était le plus célèbre de ces artisans.
L'art chrétien a aussi une place importante dans l'art taïwanais.

### Arts scéniques

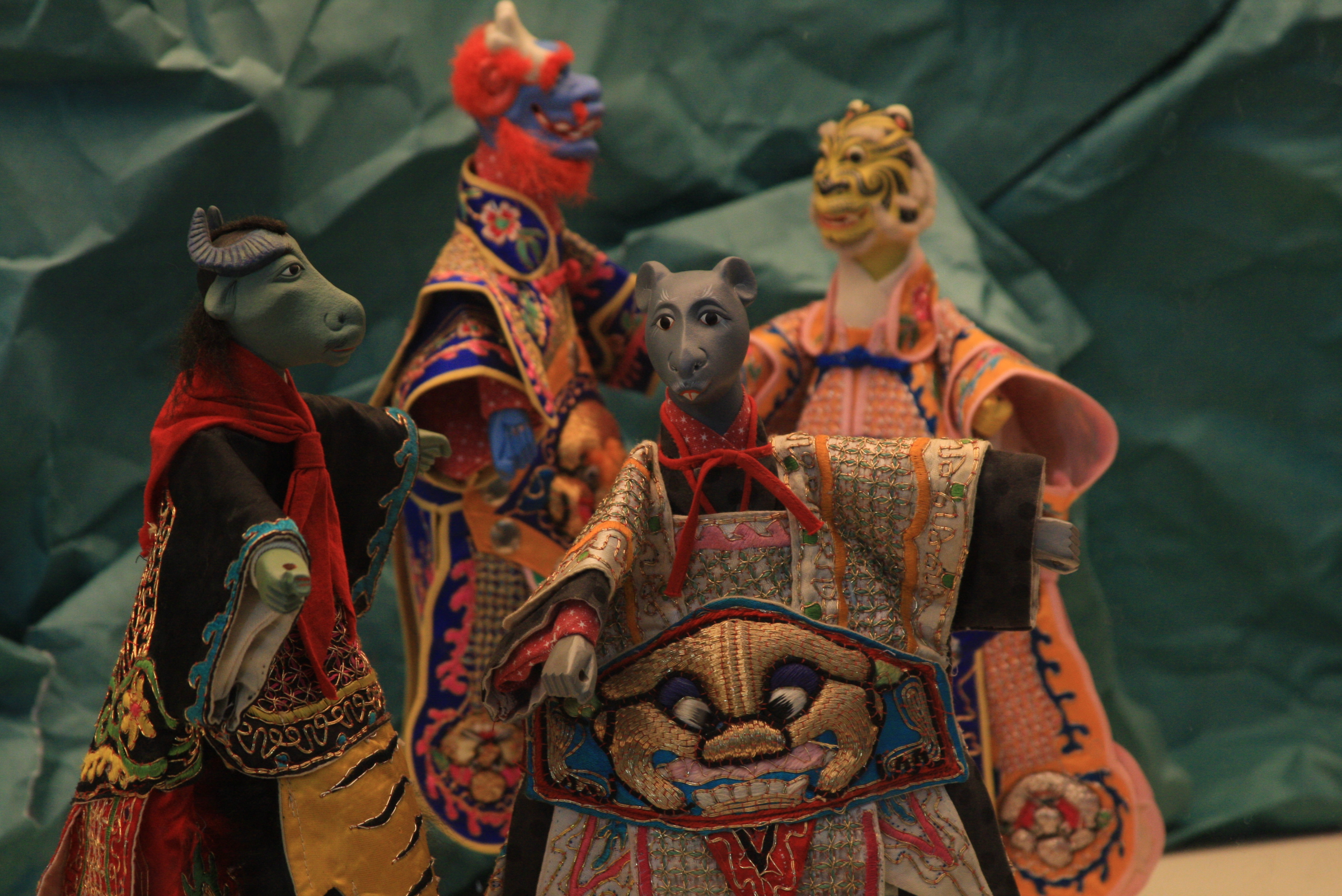
Des marionnettes à gant exposées à la gare de Taichung.

La marionnette à gant (théâtre de marionnettes à gant) a une longue histoire à Taïwan et est considérée comme l'un des arts traditionnels du pays. Le comté de Yunlin est le centre de la marionnette à gant, la plupart des grands ateliers y étant localisés.
Le gouvernement taïwanais estime que « le niveau de démocratie d'un pays se reflète dans le développement de ses arts du spectacle ».
Achevé en 2018, le National Kaohsiung Center for the Arts (en) est le plus grand centre des arts de la scène au monde.

## Marché de l'art
La collection privée d'art a une longue tradition à Taïwan, mais la plupart des collectionneurs taïwanais importants et très fortunés préfèrent passer inaperçus. Les collectionneurs taïwanais sont d'importants acheteurs d'art contemporain chinois ainsi que d'antiquités. Sotheby's et Christie's font régulièrement tourner les œuvres d'art les plus notables de leurs ventes de printemps et d'automne d'art impressionniste et moderne et d'après-guerre à Taipei. Les collectionneurs taïwanais sont très présents dans le pays et à l'étranger. Le collectionneur milliardaire taïwanais Pierre Chen (en) est le garant privilégié de la maison de vente aux enchères Sotheby's pour les objets de grande valeur. La collectionneuse taïwano-allemande Maria Chen-Tu est l'un des plus grands collectionneurs d'art allemand (en) et est également active à Taïwan. En 2019, des œuvres d'art d'une valeur de plus de trois cents millions de dollars qu'elle avait prêtées pour une exposition en Chine ont disparu.
En 1990, le marché de l'art taïwanais était le plus important d'Asie et servait de plaque tournante régionale.

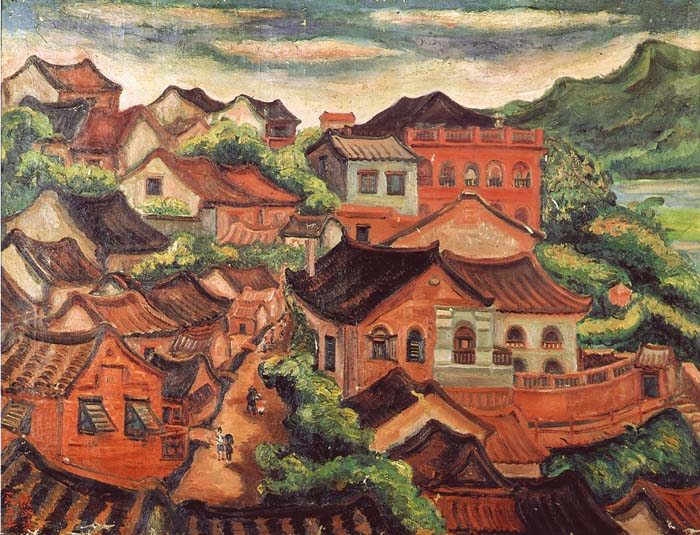
Tamsui (1935) de Tan Ting-pho.

Au XXIe siècle, bien qu'elle ne soit plus le plus grand marché de l'art d'Asie (dépassée par la Chine), les goûts des collectionneurs taïwanais ont mûri et Taïwan reste le marché de l'art le plus avant-gardiste d'Asie. En 2000, Hong Kong et Taïwan détenaient des parts de marché comparables. En 2006, Tamsui, une peinture à l'huile de Tan Ting-pho, a été achetée pour 4,5 millions de dollars, établissant ainsi un record mondial pour une peinture à l'huile réalisée par un artiste d'origine chinoise.
Après 2010, le marché de la collection d'art a connu une diversification importante avec l'arrivée d'un grand nombre de jeunes acheteurs sur le marché et l'impulsion des tendances.
En 2019, les ventes d'art à Taïwan s'élevaient à 225,4 millions de dollars. Le marché de l'art à Taïwan est centré sur Taipei qui reste un pôle artistique de premier plan en Asie. Pendant la pandémie de COVID-19, le bassin profond de collectionneurs de Taipei a aidé le marché de l'art à se maintenir.
L'art taïwanais, en particulier l'art contemporain taïwanais, est considéré comme un produit de collection très recherché et fait l'objet d'une demande internationale importante. Le gouvernement taïwanais s'est efforcé de soutenir les artistes nationaux sur la scène internationale.